# Predsednik vlade Malte
Predsednik vlade Malte (malteško Prim Ministru ta' Malta, tudi premier Malte) je vodja malteške vlade in najvišji uradnik Malte.

## Ustanovitev pisarne in razvoj
Funkcija "vodje ministrov" je bila ustanovljena takoj, ko je Malta leta 1921 dobila avtonomno vlado. Ustava iz leta 1921 je bila dvakrat začasno preklicana, preden je bila ukinjena. Ob prvi priložnosti (1930–33) so obdržali šefa ministrstva (takrat 6. grofa della Catena in 1. barona Stricklanda) in njegovo vlado. Po drugi prekinitvi leta 1934 je bila vlada razpuščen.
Ustava je bila preklicana leta 1936 in premierska funkcija ni obstajala, dokler je bila Malta pod neposredno kolonialno upravo. Funkcija je bil ponovno ustanovljena s podelitvijo samouprave leta 1947 in ob tem preimenovana v "predsednik vlade Malte". Funkcija je bila ponovno zatrta, ko je bila ustava iz leta 1947 med letoma 1958 in 1962 ponovno prekinjena, vendar je bila v ustavi o neodvisnosti iz leta 1964 in poznejših spremembah iz leta 1974, ki je obliko vladavine spremenila v republiko, ohranjena skoraj nespremenjena.

## Ustavne funkcije
Predsednik Malte, ki je nominalno vodja izvršilne veje oblasti, za predsednika vlade imenuje poslanca, ki je po njegovem mnenju najsposobnejši poveljevati večini poslancev predstavniškega doma. Predsednik vlade nato predsedniku svetuje pri imenovanju ostalih ministrov.
Premier mora po ustavni dolžnosti predsednika obveščati o delovanju vlade. Kadar predsednik vlade iz različnih razlogov ni prisoten v državi, lahko predsednik države pooblasti katerega koli drugega člana vlade za začasno opravljanje funkcij predsednika vlade.
Ustavnopravno je predsednik vlade pristojen tudi za imenovanje stalnih sekretarjev, pa tudi za svetovanje predsedniku države glede imenovanja članov v sodne in ustavne organe.

## Urad predsednika vlade
Predsednik vlade je odgovoren za številne vladne službe. Kabinet predsednika vlade (OPM) ima sedež v Auberge de Castille v Valletti od leta 1972 in igra osrednjo vlogo pri odločanju, četudi ni upravni sedež vlade.
Poslanstvo kabineta je podpora predsedniku vlade pri vodenju in usmerjanju stabilnosti in učinkovitosti vlade. Osrednji oddelki kabineta vključujejo sekretariat, urad za upravljanje in kadre ter oddelek za informacije.

## Uradna prebivališča
Vila Francia je uradna rezidenca predsednika vlade, medtem ko je palača Girgenti poletna rezidenca. Uporabljajo se pretežno za javne slovesnosti, predvsem za sprejeme pomembnih ljudi. Veljajo za simbolične zgradbe. 

## Seznam predsednikov vlade
Glej stran: Seznam predsednikov vlade Malte